# Вест-Бродвей
Вест-Бродвей (англ. West Broadway, укр. Західний Бродвей) — вулиця з півночі на південь у боро Нью-Йорка Мангеттен, розділена на дві частини парком Трайбека. Північна частина починається в парку Трайбека, біля перетину Авеню Америк (Шоста авеню), Уокер-стріт і Біч-стріт у Трайбеці. Вона йде на північ як вулиця з одностороннім рухом повз Канал-стріт і переходить у двосторонню на перехресті з Гранд-стріт на один квартал далі на північ. Потім Вест-Бродвей слугує як головна магістраль із півночі на південь через Сохо до його північного кінця на Х'юстон-стріт, на кордоні між Сохо та Гринвіч-Вілледж. На північ від Х'юстон-стріт, вона позначена як LaGuardia Place, яка продовжується до півдня Вашингтон-сквер.
Південна частина Західного Бродвею тягнеться на південь від парку Трайбека через район Трайбека, закінчуючись на Парк Плейс. До терактів 11 вересня 2001 року Західний Бродвей продовжувався на південь до Всесвітнього торгового центру, закінчуючись на Візі-стріт. Колись це називалось «Роттен-Роу».

## Історія
Вест-Бродвей колись складався з двох вулиць: Чепел-стріт нижче Канал-стріт і Лоренс-стріт над ним.
На початку 1750-х років церква Трійці заклала сітку вулиць на своїй території, відомій як Королівська ферма, між річкою Гудзон і Бродвеєм у нижньому Мангеттені. Приблизно в той же час церква Трійці заснувала Королівський коледж, теперішній Колумбійський університет, і пожертвувала ділянку землі, що межує з вулицями Барклі, Мюррей і Черч-стріт, для його кампусу, куди школа переїхала в 1760 році. Згідно з картою 1755 року, «Чапер-стріт» була частиною цієї сітки, пролягаючи від Берклі-стріт до частини Уоренс-стріт і закінчуючись частоколом, який захищав північну частину міста. У 1760-х роках церква Трійці поступилася місту своїми вулицями між вулицями Фултон і Рід, і спадкоємці Ентоні Рутгерса, власники землі на північ від Рід-стріт, позначили свою власність на вулицях і ділянках. У 1790-х роках Чепел-стріт було вирівняно та вимощено від вулиць Мюррей до Рід-стріт і продовжено до Леонард-стріт.